# Malcom McLean
Malcolm Purcell McLean (14 de novembro de 1913 - 25 de maio de 2001; mais tarde conhecido como Malcom McLean) foi um empresário norte-americano. Ele foi um empresário do setor de transportes que desenvolveu o moderno contêiner intermodal, revolucionando a logística e o comércio internacional na segunda metade do século XX. A conteinerização levou a uma redução significativa no custo de transporte de cargas, eliminando a necessidade de manuseio repetido de peças individuais de carga, e também melhorou a confiabilidade, reduziu o roubo de cargas e cortou os custos de estoque ao encurtar o tempo de trânsito. A conteinerização foi um dos principais fatores-causa da globalização.

## Juventude
McLean nasceu em Maxton, Carolina do Norte em 1913. Seu primeiro nome foi originalmente grafado "Malcolm", mas usou "Malcom" mais tarde.
Em 1935, quando ele concluiu o ensino médio em Winston-Salem, sua família não tinha dinheiro suficiente para mandá-lo para a faculdade, mas havia o suficiente para Malcolm comprar um caminhão usado.
No mesmo ano, McLean, sua irmã Clara McLean e seu irmão Jim McLean fundaram a McLean Trucking Co. Com sede em Red Springs, Carolina do Norte, a McLean Trucking começou transportando barris de tabaco vazios, com Malcolm como um dos motoristas.

## Conteinerização
A ideia de transportar caminhões em navios foi posta em prática antes da Segunda Guerra Mundial. Em 1926, começou a conexão regular do trem de passageiros de luxo de Londres a Paris, Golden Arrow/Fleche d'Or, pela Southern Railway e French Northern Railway. Para o transporte de bagagem de passageiros, foram utilizados quatro contêineres. Esses contêineres foram carregados em Londres ou Paris e transportados para os portos, Dover ou Calais, em vagões planos no Reino Unido e “CIWL Pullman Golden Arrow Fourgon da CIWL” na França.
No início dos anos 1950, McLean decidiu tentar usar os contêineres comercialmente. Em 1952, ele estava desenvolvendo planos para transportar os caminhões de sua empresa em navios ao longo da costa atlântica dos Estados Unidos, da Carolina do Norte a Nova York. Logo ficou claro que os "reboques", como eram chamados, seriam ineficientes devido ao grande desperdício de espaço de carga potencial a bordo do navio, conhecido como estiva quebrada. O conceito original foi modificado para carregar apenas os contêineres, não o chassi, nos navios, daí a designação navio de contêineres ou navio "caixa". Na época, as regulamentações dos Estados Unidos não permitiam que uma empresa de transporte rodoviário possuísse uma companhia marítima.
McLean garantiu um empréstimo bancário de US$ 22 milhões e, em janeiro de 1956, comprou dois navios T-2 da Segunda Guerra Mundial, que ele converteu para transportar contêineres no convés e sob o convés. McLean supervisionou a construção de decks de madeira, conhecidos como decks de Mechano. Essa era uma prática comum na Segunda Guerra Mundial para o transporte de cargas de grandes dimensões, como aeronaves.
Em 26 de abril de 1956, com 100 dignitários convidados presentes, um dos navios-tanque convertidos, o SS Ideal X, foi carregado e navegou do Terminal Marítimo Port Newark-Elizabeth, Nova Jersey, para o Porto de Houston, Texas, transportando cinquenta e oito Trailer Vans posteriormente denominado contêineres.
Em 1956, a maioria das cargas era carregada e descarregada manualmente por estivadores. Carregar um navio manualmente custava US$ 5,86 a tonelada naquela época. Usando contêineres, custava apenas 16 centavos de dólar a tonelada para carregar um navio, uma economia de 36 vezes. A conteinerização também reduziu muito o tempo para carregar e descarregar navios. McLean sabia que "um navio só ganha dinheiro quando está no mar " e baseava seu negócio nessa eficiência.
Em abril de 1957, o primeiro navio porta-contêineres, o Gateway City, começou a operar regularmente entre Nova York, Flórida e Texas. Durante o verão de 1958, a McLean Industries, ainda usando o nome Pan-Atlantic Steamship Corporation, inaugurou o serviço de contêineres entre os Estados Unidos e San Juan, em Porto Rico, com o navio Fairland. O nome foi mudado oficialmente de Pan-Atlantic Steamship Corporation para Sea-Land Service, Inc. em abril de 1960. A operação de McLean era lucrativa em 1961 e ele continuou adicionando rotas e comprando navios maiores.
No final da década de 1960, a Sea-Land Industries tinha 27 000 contêineres tipo reboque, fabricados pela Fruehauf, 36 navios reboque e acesso a mais de 30 cidades portuárias.

## Morte
McLean morreu em sua casa no East Side de Manhattan em 25 de maio de 2001, aos 87 anos, de insuficiência cardíaca
Em um editorial logo após sua morte, o Baltimore Sun afirmou que "ele é classificado ao lado de Robert Fulton como o maior revolucionário da história do comércio marítimo". A revista Forbes chamou McLean de "um dos poucos homens que mudaram o mundo".
Na manhã do funeral de McLean, navios de contêineres de todo o mundo sopraram seus apitos em sua homenagem.